# فريتز باور
فريتز باور (بالألمانية: Fritz Bauer)‏ هو قاضي ألماني، ولد في 16 يوليو 1903 في شتوتغارت في ألمانيا، وتوفي في 1 يوليو 1968 في فرانكفورت في ألمانيا.

## وصلات خارجية
- فريتز باور على موقع IMDb (الإنجليزية)
- فريتز باور على موقع مونزينجر (الألمانية)
- فريتز باور على موقع كينوبويسك (الروسية)